# Daewoo K3
Daewoo K3 — ручной пулемёт производства южнокорейской компании S&T Daewoo. Образцом для создания послужили бельгийский ручной пулемёт FN Minimi и американский М249. Был первым образцом ручных (единых) пулемётов, самостоятельно разработанным в Республике Корея.
Пулемёт был разработан под стандартный 5,56×45 мм натовский патрон. Его главным преимуществом является относительно малый вес и возможность использования как магазинов на 30 патронов от ранее разработанных штурмовых винтовок Daewoo K1 и K2 (и совместимые с ними магазины винтовки M-16), так и лентой на 200 патронов. Daewoo K3 используется с сошками (в качестве мобильного средства огневой поддержки) или на треножном лафете.
Daewoo K3 построен по схеме с газоотводной автоматикой и запиранием поворотом затвора. Ствол воздушного охлаждения быстросменный.

## Страны-эксплуатанты
- Индонезия: в 2006 году были куплены 110 пулемётов K3[1]
- Колумбия: в 2006 году были куплены 400 пулемётов K3[1]
- Непал: в 2022 году были куплены 412 шт.[2], в 2023 году - ещё 1140 шт.[3]
- Республика Корея;
- Филиппины: 5,883 единиц были приобетены в 2008.
- ЮАР: в 2006 году был куплен 1 пулемёт K3[1]